# Прости нас, саде...
«Прости нас, саде…» (рос. «Прости нас, сад...») — російський радянський художній фільм 1988 року режисера Анатолія Ниточкіна.

## Сюжет
В роки своєї комсомольської юності першобудівники міста заклали громадський сад. І тепер вони рішуче заперечують проти рішення міськкому розділити сад на садові ділянки…

## У ролях
- Віра Алентова
- Георгій Тараторкін
- Ігор Горбачов
- Валерій Баринов
- Світлана Головіна
- Михайло Жигалов
- Наталія Потапова
- Олександр Пашутін
- Наталія Попова
- Андрій Болтнев
- Вадим Лобанов
- Костянтин Лукашов
- Аліса Зикіна
- Володимир Виноградов
- Віктор Гаврилов

## Творча група
- Сценарій: Володимир Арро
- Режисер: Анатолій Ниточкін
- Оператор: Фелікс Кефчіян
- Композитор: Микола Сидельников